# ФК Рух
„Рух“ (Хожов) (на полски: Ruch Chorzów) е полски професионален футболен отбор от град Хожов. Отборът се състезава в Екстракласа, най-високото ниво на клубния футбол в Полша. Играе домакинките си мачове на Градския стадион в Хожов, който разполага с 10 000 седящи места. Рух е четиринадесет кратен шампион на Полша и трикратен носител на Купата на Полша и е основан през 1920 година.

## Срещи с български отбори
„Рух“ се е срещал с български отбори в официални и приятелски срещи.

### „Лудогорец“
С „Лудогорец“ се е срещал един път в приятелски мач на 1 февруари 2012 г. в Турция като срещата завършва 3 – 3 .

## Успехи
- Шампион на Полша (13):

1933, 1934, 1935, 1936, 1938, 1951, 1952, 1953, 1960, 1968, 1974,
1975, 1979, 1989
- Носител на Купа на Полша (3):

1951, 1974, 1996

## Състав 2015/16
Настоящ състав
- Рух Хожов – Настоящ състав

## Български футболисти
- Милен Гамаков 2016/18 - наем (2 мача - 0 гола)
- Николай Банков 2017/18 - наем (18 мача - 0 гола)